# Palais Palugyay (Pražská)

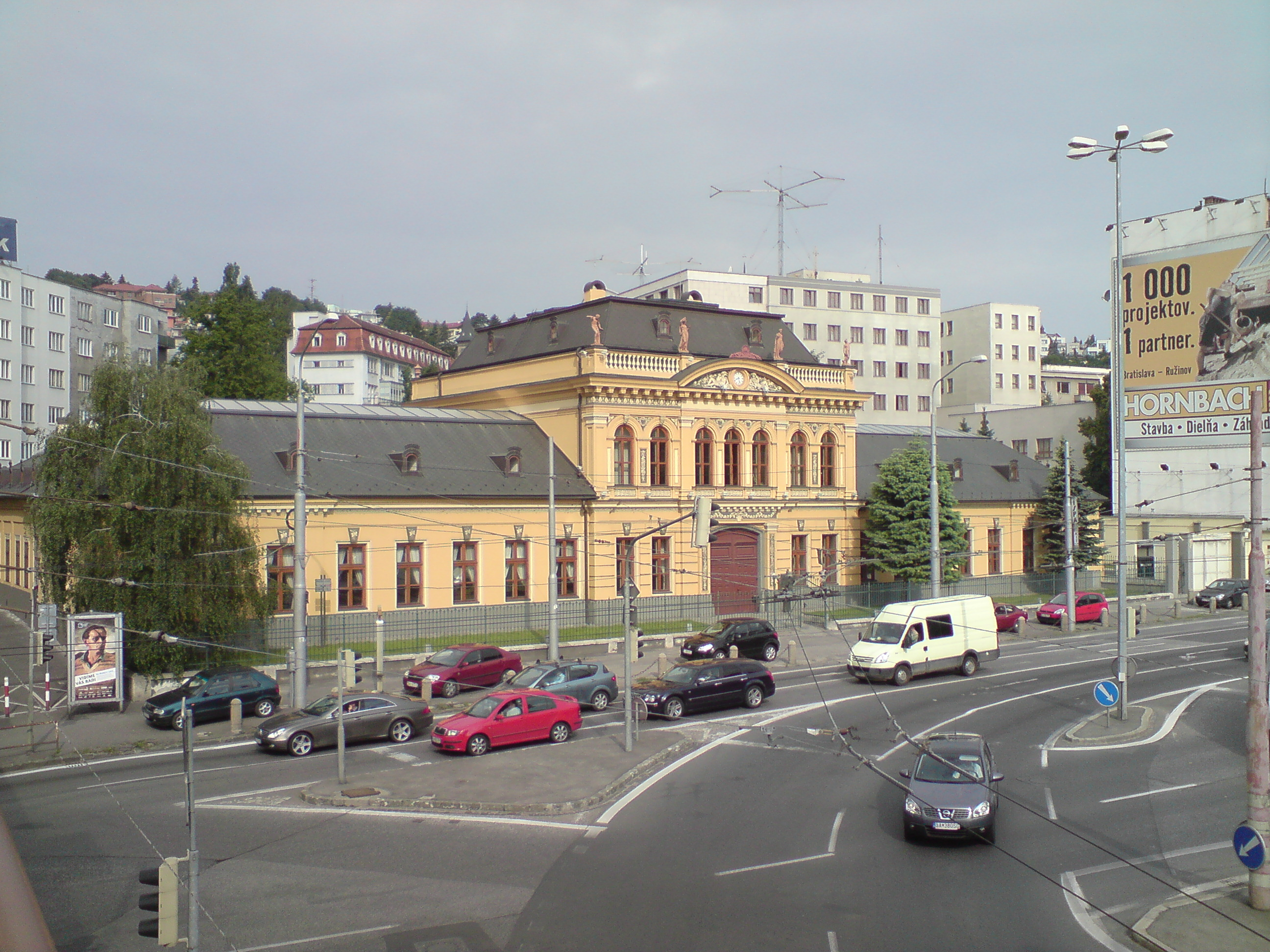
Frontansicht des Palais von einer Fußgängerüberführung

Das Palais Palugyay (slowakisch Palugyayov palác, Palugyaiho dom, in neuerer Zeit auch Paluďaiho palác oder Paluďaiho dom) ist ein Palais in Bratislava im nördlichen Teil des Stadtteils Staré Mesto (deutsch Altstadt). Es befindet sich gleich an der Kreuzung der Straßen Pražská, Šancová und Štefánikova, und grenzt in der südwestlichen Ecke an die Hlboká cesta (deutsch Tiefer Weg). Die Anschrift des Palais ist Pražská 1, heutiger Nutzer ist das Ministerium für auswärtige und europäische Angelegenheiten der Slowakischen Republik.

## Beschreibung und Geschichte (bis 1918)

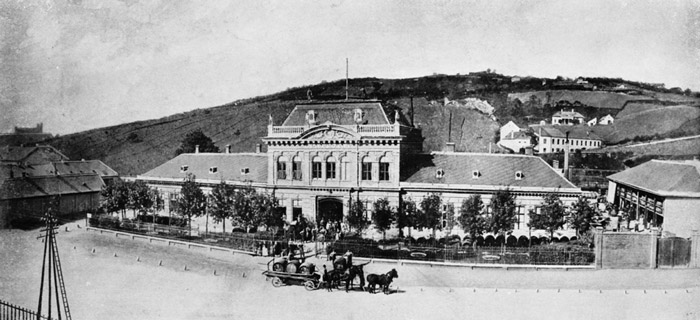
Ansicht des Palais im späten 19. Jahrhundert

Das Palais entstand für den ungarischen Geschäftsmann Jakob Palugyay (* 1819; † 1886) aus der alten landadligen Familie aus dem Ort Kispalugya im Komitat Liptau (heute Stadtteil Palúdzka in Liptovský Mikuláš), der ab 1844 eine Gaststätte im zeitweiligen Kurort Eisenbrünnl (heute slowakisch Železná studnička) betrieb, später kamen dazu das Café im Hotel „Zum grünen Baum“ und ab 1857 auch das Hotel selbst. Als namhafter Pressburger Stadtbürger machte seinen Namen vor allem als Weinhändler bekannt und seine 1863 gegründete Firma J. Palugyay und Söhne, die er mit seinen Söhnen Franz und Jakob leitete, lieferte in den 1860er Jahren Wein an Höfe von Herzogtum Nassau, Belgien und ab 1864 sogar nach Mexiko. 1871 wurde die Firma zum k.u.k. Hoflieferanten ernannt, später lieferte die Firma u. a. an Höfe in Serbien, Rumänien und Spanien und die in ebendiesem Palais produzierte Marke Château Palugyay wurde weltweit bekannt.
Der Standort wurde sorgfältig gewählt: es lag in direkter Nachbarschaft bestehender Weingärten und Keller rund um den Pressburger Kalvarienberg und lag unmittelbar vor der städtischen Mautlinie (die zeitgenössische Anschrift lautete vor der Märzenlinie 74). Die Weine und Destillaten von J. Palugyay und Söhne waren von örtlichen Steuern und Abgaben befreit und dank der Nähe des Hauptbahnhofs konnten die Weinfässer in die Eisenbahnwaggons umgeladen werden, ohne die Märzenlinie überqueren zu müssen.
Der Bau des vierflügeligen, im Stil der Neorenaissance gestalteten Palais mit einem unregelmäßig gestalteten Innenhof nach Plänen des Pressburger Architekten Ignaz Feigler d. J. begann im Jahr 1872. Fertiggestellt und feierlich eröffnet wurde es im nächsten Jahr, wobei kleinere Arbeiten und Herstellung von Plastiken bis 1879 dauerten. Das neue Palais erfüllte mehrere Funktionen: es wurde einerseits repräsentativer Sitz der Familie Palugyay und der Firma J. Palugyay und Söhne, andererseits beherbergte es Räume für Weinherstellung sowie Keller für Lagerung. Im östlichen, der Straßenkreuzung zugewandten zweistöckigen Flügel befanden sich Büros, administrative und repräsentative Räume, aber auch Wohnungen von Franz und Josef Palugyay. Der westliche, einstöckige Flügel (1914–1918 um einen weiteren Stock aufgestöckt) wurde im Stil einer französischen Landhauses errichtet und war für Erholung der Familie bestimmt. Die unregelmäßige Gestalt des Innenhofs und groß angelegte Räumlichkeiten des Palais und des Kellers ermöglichten es, sowohl Wohnungen und Essräume für Angestellte als auch spezialisierte Räume für einzelne Produktionsschritte einzurichten. Im südlichen Flügel befand sich eine Flaschenwäscherei, Fassreinigung, eine Tischlerei sowie Expeditionsraum. Die eigentliche Weinherstellung verlief in getrennten Kellerräumen. Der nördliche Flügel wurde 1914 durch eine Produktionshalle ersetzt. Der Innenhof ließ sich durch zwei repräsentative Eingänge an den West- und Ostseiten und zwei betriebliche Eingänge an Nord- und Südseiten erreichen.
Nach der Fertigstellung des Palais wurden die Fassade mit vier Terrakotta-Plastiken verziert, die 1873–1879 in der Wiener Ziegelfabrik nach italienischen Renaissance- und französischen Barockvorbildern gefertigt wurden. Sie sind an die Berufstätigkeit von Palugyay verknüpft und zeigen Dionysos, den griechischen Gott des Weines, dann Hebe, die griechische Göttin der Jugend, gefolgt durch die Nymphe Chloris und schließlich einen Satyr. Heute sind an der Fassade Kopien untergebracht, während die Originale sich in den Repräsentationsräumen befinden. Weiter befinden sich in den Nischen am Eingang in die Wohnungen für Angestellte Plastiken von Musen Terpsichore und Euterpe, die Verzierung wird durch Terrakotta-Vasen im Treppenhaus komplettiert.
Die Keller mit einer Nutzfläche von 1420 m² wurden 1872 zusammen mit dem Palaisneubau errichtet, haben eine preußische Kappendecke und erreichen eine lichte Höhe von viereinhalb Meter. Sie wurden 1914–1918 durch weitere Räume unter dem Innenhof um weitere 736 m² erweitert. Eine betriebliche Besonderheit war eine unterirdische Weinleitung, mit deren Wein vom Keller direkt in bereitgestellte Fässer im Hauptbahnhof und umgekehrt sich befördern ließ und bis kurz nach dem Zweiten Weltkrieg betriebsfähig war.

## Geschichte nach 1918
Kurz nach dem Ende des Ersten Weltkriegs wurde die Stadt Pressburg (seit März 1919 Bratislava) Teil der Tschechoslowakei, die Firma J. Palugyay und Söhne erhielt nach mehreren Schritten den Namen Československá účastinná spoločnosť pre produkciu a obchod s vínom (wörtlich Tschechoslowakische Beteiligungsgesellschaft für Produktion und Handel von Wein). Mit dem Ende von Österreich-Ungarn, Zersplitterung von Märkten und neuen Zollbarrieren schwer betroffen,  war die Firma 1924 noch gewinnbringend, 1934 wurde sie aber nach Missernten und während der Weltwirtschaftskrise unter Zwangsverwaltung der tschechoslowakischen Kreditinstituts Živnostenská banka gestellt. Schließlich wurde die Firma, das Palais, sämtliche Ausstattung und Wein (das größte Fass beinhaltete 17.000 Liter Wein) 1939 versteigert. Neuer Besitzer wurde 1940 der ebenfalls Bratislavaer Weinhändler Carl Ludwig und seine Firma Christian Ludwig und Sohn, die in den Folgejahren sich um die Modernisierung der Kellerräume und des Innenhofs kümmerte, doch die Bemühungen wurden durch den kleinen slowakischen Markt und ein 1943 verhängtes Exportverbot ins Deutsche Reich erheblich erschwert.
Nach dem Ende des Zweiten Weltkriegs wurde das Palais mit der Firma als „deutsches Unternehmen“ infolge des Gesetzes 100/1945 Sb. (Teil von sogenannten Beneš-Dekreten) nationalisiert und 1946 zusammen mit anderen nationalisierten Bratislavaer Weinunternehmen zum Staatsbetrieb Malokarpatské vinárske závody (ab 1956 Vinárske závody, národný podnik Bratislava) organisiert. Somit wurde das Palais Palugyay eine von Produktionsstätten des neuen Staatsbetriebs, verfiel aber zusehends und der Betrieb konnte die frühere Tradition nicht erfolgreich fortführen. Zuerst nutzte man vor allem die Kellerräume, später wurde auch diese Nutzung aufgegeben. Teile der ursprünglichen Kellerausstattung endeten im Weinbau-Museum in Bratislava sowie im Kleinkarpatischen Museum in Pezinok. In den 1970er Jahren organisierte der Staatsbetrieb eine unsachgemäße Erneuerung des Hauses. 
Nach der Samtenen Revolution im Jahr 1989 wurde das Palais 1991 Sitz der Firma Vinoprodukt a.s., bevor es 1998 durch das slowakische Ministerium für auswärtige Angelegenheiten erworben wurde. Das Ministerium erarbeitete zuerst Projektdokumentation vor dem Beginn der Sanierung am 11. Mai 2000. Nach der fast genau zwei Jahre dauernden Renovierung wurde das Palais am 13. Mai 2002 feierlich eröffnet, seither dient es vor allem Repräsentationszwecken des Ministeriums.